# دي آر1
دي آر1 (بالدنماركية: DR Et) هي القناة التلفزيونية الرئيسية لهيئة الإذاعة الدنماركية (DR) . أصبحت أول محطة تلفزيونية في الدنمارك عندما بدأت البث في عام 1951 - في البداية لمدة ساعة واحدة فقط في اليوم ثلاث مرات في الأسبوع.
إلى جانب إنتاجاتها الخاصة ، تبث القناة أيضًا إنتاجات مشتركة مع دول الشمال الأوروبي الأخرى من خلال نوردفيزن ، بالإضافة إلى عدد كبير من البرامج من البلدان الناطقة باللغة الإنجليزية مثل الولايات المتحدة والمملكة المتحدة وأستراليا ، وكلها باللغة الأصلية مع الدنماركية ترجمات . برنامجها الإخباري يسمى TV Avisen .

## ساعات البث
1951-1966: 10 ساعات في الأسبوع (5 برامج)
1966-1982: 14 ساعة في اليوم (35 برنامجًا في الأسبوع)
1982-1995: 18 ساعة في اليوم (50 برنامجًا في الأسبوع)
1995-2000: 21 ساعة في اليوم (60 برنامجًا في الأسبوع)
2000 - اليوم: 24 ساعة في اليوم

## البرمجة المحلية
- بورغن (مسلسل)
- الجسر (مسلسل 2011)
- القتل (مسلسل دنماركي)
- مسابقة الأغنية الأوروبية 1964 ، مسابقة الأغنية الأوروبية 2001 ومسابقة الأغنية الأوروبية 2014

## البرمجة المستوردة
كما هو الحال في معظم القنوات الدنماركية ، تُعرض البرامج التلفزيونية الأجنبية بلغتها الأصلية ولكن مع ترجمة باللغة الدنماركية.
- كولمبو (مسلسل تلفزيوني)
- دكتور هو
- داونتون آبي
- فاميلي غاي
- أرض الوطن (مسلسل)
- بيت صغير على المرج (مسلسل)
- ميرلين (مسلسل)
- كوكب الأرض الجزء الأول (وثائقي)
- ساينفيلد